# Hamza El Moussaoui
Hamza El Moussaoui (en arabe : حمزة الموساوي), né le 7 avril 1993 à Fnideq (Maroc) est un footballeur marocain évoluant dans le club du RS Berkane. Il joue au poste de latéral gauche.

## Biographie

### En club
Hamza El Moussaoui naît à Fnideq au nord du Maroc. Dans les années 2000, il intègre le centre de formation du Moghreb Athlétic de Tétouan aux côtés de Mohamed Abarhoun. Il débute sa première saison professionnelle en 2015.
Le 24 mai 2018, il signe un contrat de deux ans aux FAR de Rabat en échange d'une somme de 340 000 euros. Lors de sa première saison, il dispute seulement un match en Coupe du Trone. Lors de sa deuxième saison, il s'impose comme élément indiscutable en équipe première des FAR de Rabat et dispute 22 matchs en étant titulaire. Il termine sa deuxième saison à la quatorzième place du championnat. En fin de contrat, il est courtisé par plusieurs clubs de première division marocaine.
Le 20 juillet 2019, il retourne librement au Moghreb de Tétouan.
Le 20 mai 2022, il remporte la Coupe de la confédération après avoir remporté la finale sur une séance de tirs au but face à l'Orlando Pirates FC (match nul, 1-1). Le 28 juillet 2022, il bat le Wydad Casablanca sur séance de penaltys à l'occasion de la finale de la Coupe du Maroc au Stade Mohammed-V (match nul, 0-0). Le 10 septembre 2022, il est titularisé sous son nouvel entraîneur Abdelhak Benchikha à l'occasion de la finale de la Supercoupe de la CAF face au Wydad Athletic Club. Il délivre une passe décisive sur le premier but de Charki El Bahri à la 32ème minute. Le match se solde sur une victoire de 0-2 au Complexe sportif Moulay-Abdallah.

### En sélection
En octobre 2020, il dispute son premier match international avec le Maroc A' lors d'un match amical face au Mali (victoire, 2-0).
Mi-janvier 2021, il figure sur la liste définitive de l'équipe du Maroc A' pour prendre part au championnat d'Afrique, sous les commandes de l'entraîneur Houcine Ammouta. Hamza El Moussaoui joue la totalité des matchs de la CHAN 2021 en tant que latéral gauche. Lors de la demi-finale face au Cameroun A', il délivre une passe décisive sur le quatrième but du match (victoire, 0-4). Il finit par remporter la compétition internationale après une victoire face à l'équipe du Mali A' sur une victoire de 2-0.
En mars 2021, il est présélectionné avec l'équipe du Maroc de Vahid Halilhodžić pour deux matchs de qualification à la CAN 2022 face à la Mauritanie et le Burundi. Il n'est finalement pas retenu dans la liste finale.
Le 22 novembre 2021, il figure parmi les 23 sélectionnés de Houcine Ammouta pour prendre part à la Coupe arabe de la FIFA 2021. Il est éliminé en quarts de finale par l'Algérie A' après une séance de penaltys à la suite d'un match nul de 2-2.
Le 12 septembre 2022, il reçoit une convocation du nouveau sélectionneur du Maroc Walid Regragui pour un stage de préparation à la Coupe du monde 2022 à Barcelone et Séville pour deux confrontations amicaux, notamment face au Chili et au Paraguay,. Il pallie ainsi l'absence du latéral gauche principal Adam Masina. Blessé lors de son premier jour d'entraînement, il manque les deux matchs et est remplacé par Fahd Moufi. Il n'est finalement pas sélectionné sur la liste définitive de la Coupe du monde 2022, laissant place à Yahia Attiat-Allah et Noussair Mazraoui.
En décembre 2023, il est présélectionné par Walid Regragui dans une liste de 55 joueurs pour disputer la CAN 2024 en Côte d'Ivoire.

## Style de jeu
Hamza El Moussaoui a un style de jeu offensif. Considéré comme le successeur d'Abdelkrim Baadi dans le poste de latéral gauche en équipe du Maroc A', il est dans la lignée des grand latéraux marocains particulièrement portés vers l'avant. Ses points forts sont sa technique (amortis, jeu à une touche, la conduite de balle...), sa vivacité, son jeu offensif, son pied gauche, sa polyvalence ou encore sa combativité.

## Statistiques détaillées

### Statistiques en club
| Saison                | Club                  | Championnat           | Championnat | Championnat | Championnat | Coupe(s) nationale(s) | Coupe(s) nationale(s) | Coupe(s) nationale(s) | Compétition(s) continentale(s) | Compétition(s) continentale(s) | Compétition(s) continentale(s) | Compétition(s) continentale(s) | Total | Total | Total |
| Saison                | Club                  | Division              | M.          | B.          | P.d.        | M.                    | B.                    | P.d.                  | Comp.                          | M.                             | B.                             | P.d.                           | M.    | B.    | P.d.  |
| 2015-2016             | Moghreb de Tétouan    | Botola Pro            | 9           | 0           | 1           | 2                     | 0                     | 0                     | -                              | -                              | -                              | -                              | 11    | 0     | 1     |
| 2016-2017             | Moghreb de Tétouan    | Botola Pro            | 28          | 0           | 2           | 1                     | 0                     | 0                     | -                              | -                              | -                              | -                              | 29    | 0     | 2     |
| 2017-2018             | Moghreb de Tétouan    | Botola Pro            | 27          | 0           | 3           | -                     | -                     | -                     | -                              | -                              | -                              | -                              | 27    | 0     | 3     |
| Sous-total            | Sous-total            | Sous-total            | 64          | 0           | 6           | 3                     | 0                     | 0                     | -                              | 0                              | 0                              | 0                              | 67    | 0     | 6     |
| 2018-2019             | FAR de Rabat          | Botola Pro            | 22          | 0           | 1           | -                     | -                     | -                     | -                              | -                              | -                              | -                              | 22    | 0     | 1     |
| Sous-total            | Sous-total            | Sous-total            | 22          | 0           | 1           | -                     | -                     | -                     | -                              | -                              | -                              | -                              | 22    | 0     | 1     |
| 2019-2020             | Moghreb de Tétouan    | Botola Pro            | 17          | 0           | 0           | -                     | -                     | -                     | -                              | -                              | -                              | -                              | 17    | 0     | 0     |
| 2020-2021             | Moghreb de Tétouan    | Botola Pro            | 30          | 4           | 6           | 1                     | 0                     | 0                     | -                              | -                              | -                              | -                              | 31    | 4     | 6     |
| Sous-total            | Sous-total            | Sous-total            | 47          | 4           | 6           | 1                     | 0                     | 0                     | -                              | 0                              | 0                              | 0                              | 48    | 4     | 6     |
| 2021-2022             | RS Berkane            | Botola Pro            | 22          | 2           | 1           | -                     | -                     | -                     | C3                             | 14                             | 0                              | 2                              | 36    | 2     | 3     |
| 2022-2023             | RS Berkane            | Botola Pro            | 3           | 0           | 0           | -                     | -                     | -                     | C3                             | 1                              | 0                              | 0                              | 4     | 0     | 0     |
| Sous-total            | Sous-total            | Sous-total            | 25          | 2           | 1           | 0                     | 0                     | 0                     | -                              | 1                              | 0                              | 0                              | 26    | 2     | 1     |
| Total sur la carrière | Total sur la carrière | Total sur la carrière | 158         | 6           | 14          | 4                     | 0                     | 0                     | -                              | 15                             | 0                              | 2                              | 177   | 6     | 16    |

## Palmarès
Formé au Moghreb de Tétouan, Hamza El Moussaoui passe par les FAR de Rabat, retourne dans son club formateur avant de s'engager à la RS Berkane en 2021. Avec ce club, il remporte la Coupe du Maroc dans la même année, la Coupe de la confédération en 2022 et la Supercoupe de la CAF face au Wydad AC.
Hamza El Moussaoui remporte en 2021 avec le Maroc A' le titre du Championnat d'Afrique des nations (CHAN) après avoir gagné la finale Mali sur le score de 0-2 au Stade Ahmadou-Ahidjo. En fin de compétition, il est désigné parmi les joueurs figurant dans l'équipe type du tournoi dans le poste de latéral gauche.
| RS Berkane (4) : | Maroc A' (1) :                                                    | Distinctions personnelles          |
| --- | ----------------------------------------------------------------- | ---------------------------------- |
| - Coupe du Maroc (2) - Vainqueur : 2021 et 2022. - Coupe de la confédération (1) - Vainqueur : 2022 - Supercoupe de la CAF (1) - Vainqueur : 2022 | - Championnat d'Afrique des nations (CHAN) (1) - Vainqueur : 2021 | - Dans l'équipe type du CHAN 2020. |